# Jacoona martina
Jacoona martina är en fjärilsart som beskrevs av William Chapman Hewitson. Jacoona martina ingår i släktet Jacoona och familjen juvelvingar. Inga underarter finns listade i Catalogue of Life.